# Philippe de Mornay

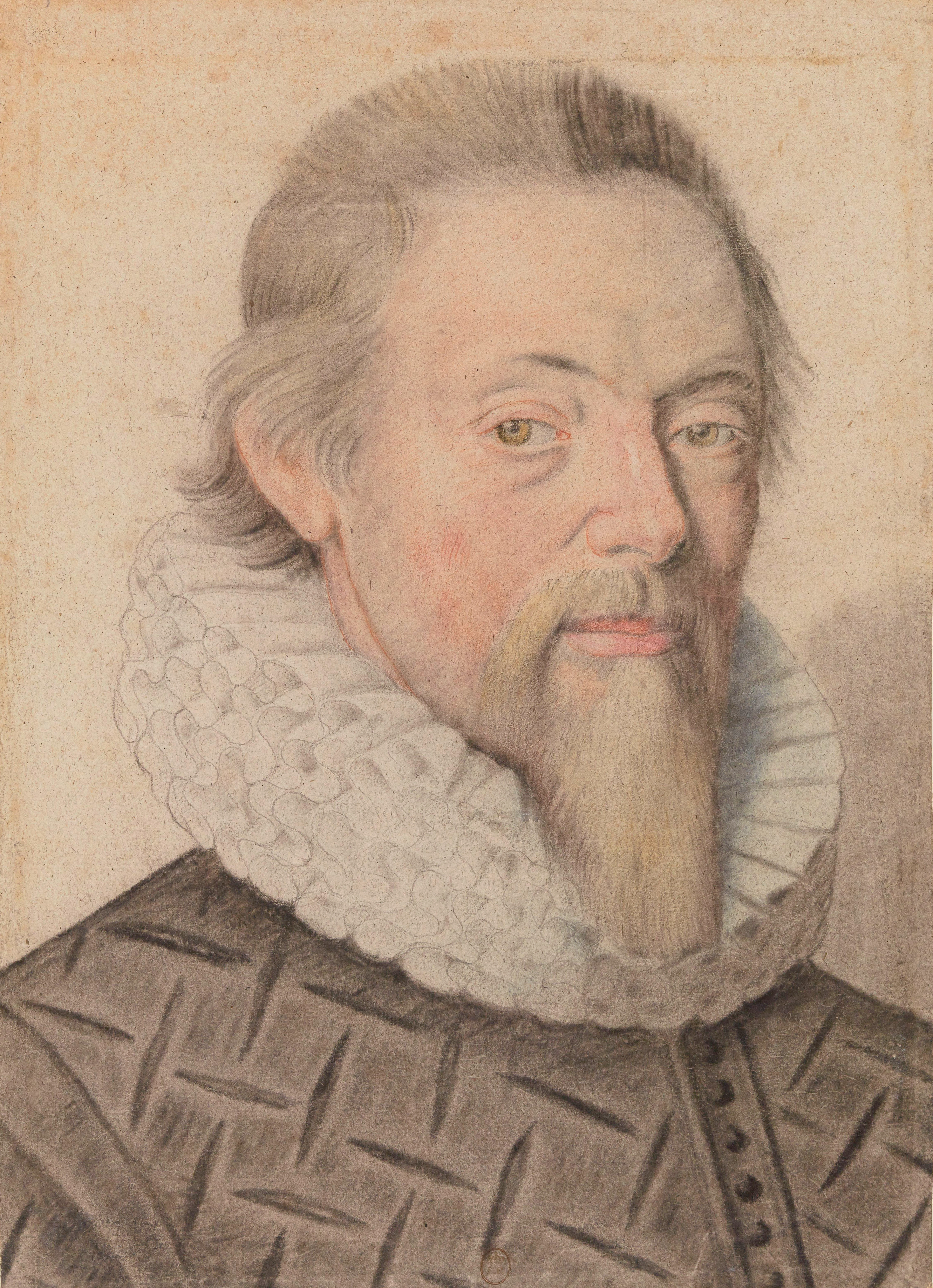
Philippe de Mornay

Philippe de Mornay, seigneur du Plessis-Marly, vanligen Duplessis-Mornay,  född 5 november 1549, död 11 november 1623, var en fransk protestantisk politiker och författare.
De Mornay tillhörde hugenotternas främsta politiska och litterära krafter. Han deltog i inbördeskriget på Henrik av Navarras sida och blev en av dennes närmaste förtrogna. Besviken över Henrik avsvärjelse av protestantismen, drog han sig dock tillbaka från hovet och ägnade sig huvudsakligen åt litterär verksamhet. Den kända statsrättsliga stridsskriften Vindiciæ contra tyrannos (1579) författades troligen av honom. Hans övriga arbeten är teologiska avhandlingar, vilka försvarar kalvinismen och angriper påvedömet. De viktigaste är De la vérité de la réligion chrétienne (1581) och De l'institution, usage et doctrine du S. Sacremente de l'euchariste en l'église ancienne (1598).